# Споменик краљу Петру I Карађорђевићу (Суботица)
Споменик краљу Петру I Карађорђевићу се налази на платоу испред Соколског дома у Суботици и дело је вајара Зорана Ивановића, а откривен је 30. новембра 2021. године.

## Историјат
Скупштина град Суботица је донела одлуку да подигне споменик краљу Петру I Карађорђевићу Ослободиоцу, поводом 100. годишњице његове смрти. За идејно решење је изабран модел српског вајара Зорана Ивановића, редовног професора Факултета примењених уметности Универзитета уметности у Београду, члана Управног одбора Народног музеја у Београду и председник комисије за доделу Награде града Београда „Деспот Стефан Лазаревић“ из области уметности – за ликовно и примењено стваралаштво, визуелне и проширене медије.
Споменичка фигура је постављена на постамент 23. новембра 2021. године на платоу испред Соколског дома.
Споменик су 30. новембра 2021. године, свечано открили министарка за рад, запошљавање, борачка и социјална питања у Влади Републике Србије проф. др Дарија Кисић Тепавчевић и градоначелник Суботице Стеван Бакић.

## Композиција
Споменик је висок 4,3 метра и тежак 1,3 тоне. Фигуру је излила ливница "Кузмановић" из Смедерева, а постамент је израђен од аранђеловачког гранита.
Целокупне трошкове израде и постављања споменика је сносио Град Суботица из градског буџета, а укупна вредност радова била је 21,4 милиона динара.